# Tarumizu, Kagoshima
Tarumizu (垂水市 Tarumizu-shi) là một thành phố thuộc tỉnh Kagoshima, Nhật Bản. Tính đến ngày 1 tháng 7 năm 2023, dân số thành phố ước tính là 12.825 người và mật độ dân số thành phố 79,1 km². Tổng diện tích thành phố là 162,12 km².